# Bert is Evil
«Bert is Evil» es el nombre de un sitio web de parodia, fundado por Dino Ignacio el 30 de marzo de 1997, el cual estaba basado en Beto (en inglés Bert), un personaje del programa de televisión infantil estadounidense Plaza Sésamo. En 1998, Dino Ignacio, Wout J. Reinders y Jasper Hulshoff Pol aceptaron el premio Webby y el premio People's Voice al mejor sitio web extraño en el auditorio del Palacio de Bellas Artes de San Francisco.
El sitio web presentaba imágenes manipuladas del personaje confraternizando con figuras notoriamente nefastas, tales como Adolf Hitler, Saddam Hussein, Kim Jong-il, Robert Mugabe y Osama bin Laden, además de estar presente en eventos como el asesinato de JFK y el bombardeo de la ciudad de Oklahoma, ofrecidos con humor como «prueba» de que Bert no era un mero personaje infantil inocente de la televisión. El fenómeno «Evil Bert» fue recogido por otros humoristas, quienes crearon sus propias imágenes, vinculando a Bert con las atrocidades actuales e históricas.
En el verano de 1998, debido a la inmensa popularidad de culto del sitio web, a Ignacio le resultó demasiado caro seguir funcionando. En lugar de cerrar el sitio, se ofreció a permitir que cualquier persona que estuviera dispuesta a duplicar su sitio web original tuviera la oportunidad de alojarlo. Como resultado, aparecieron muchos sitios espejos, lo que aumentó la popularidad y la visibilidad del sitio web.

## La imagen con Osama Bin Laden
El primer sitio espejo, mantenido por Dennis Pozniak, continuó en la misma línea al agregar nuevas «evidencias» de la maldad de Beto (como la conexión de Beto con la familia Ramsey y el asesino en serie Jack el Destripador). A fines de 1998, Pozniak publicó una contribución, enviada por el humorista J. Roen, manipulada digitalmente para representar al entonces relativamente desconocido terrorista internacional, Osama bin Laden, posando con Beto.
En octubre de 2001, se publicó una fotografía de noticias no manipulada de Reuters que mostraba una manifestación a favor de Osama bin Laden en Bangladés, en donde se observa a un manifestante sosteniendo un gran póster estilo collage de Bin Laden con una pequeña imagen de Beto sobre su hombro derecho –la misma imagen publicada en el sitio de Pozniak en 1998–, lo que provocó mucha confusión y bromas entre el público occidental. Mostafa Kamal, oriundo de Daca e impresor del póster, desconocía la existencia de Plaza Sésamo y había copiado el collage de internet, dejando la imagen de Beto en dicho collage.
Luego de que esta foto fuera difundida en los medios de comunicación, los dueños de Plaza Sésamo, Sesame Workshop, plantearon la posibilidad de emprender acciones legales contra Ignacio. En respuesta, eliminó la sección «Bert is Evil» de su sitio web debido al aviso de eliminación de DMCA de Sesame Workshop, afirmando además que no quería menoscabar al personaje ante los ojos de los niños que veían Plaza Sésamo: «Estoy haciendo esto porque siento que esto se ha acercado demasiado a la realidad», mencionó.
Dado que la imagen original de Beto con Osama había sido publicada en el sitio espejo de Dennis Pozniak, él también fue bombardeado por los medios internacionales en busca de entrevistas. Como resultado de toda la atención, Pozniak también cerró su sitio.